# Завадский, Сергей Владиславович
Сергей Владиславович Завадский (1871—1935) — прокурор Петроградской судебной палаты в 1915—1917 годах, сенатор. Державный секретарь в правительстве гетмана Скоропадского. Общественный деятель русской эмиграции.
До революции публиковал свои переводы античной поэзии под псевдонимом Згадай-Северский, в советское время было неизвестно, кто скрывался под этим псевдонимом, и эти переводы публиковались.

## Биография
Происходил из потомственных дворян. Родился в Казани 18 февраля (2 марта) 1871 года. Сын сенатора Владислава Ромуловича Завадского и жены его Надежды Ивановны Писаревой (1841—1915).
Окончил 5-ю Московскую гимназию с золотой медалью (1889) и юридический факультет Московского университета со степенью кандидата прав (1893). Был оставлен при университете для приготовления к профессорскому званию по кафедре гражданского права.
В 1893 году поступил на службу в Министерство юстиции кандидатом на судебные должности при Московской судебной палате. В 1893—1894 годах был за границей, будучи командирован министром юстиции для ознакомления с устройством и делопроизводством судебных канцелярий в Германии, Франции и Италии. В 1894 году перешел на службу в Санкт-Петербург. В 1895—1896 годах принимал участие в кружке магистрантов-юристов Петербургского университета. С марта по май 1895 года был секретарем сенатора А. Ф. Кони в его ревизии тифлисских судебных установлений. В 1895—1897 годах состоял в делопроизводстве IV отдела Высочайше учрежденной комиссии по пересмотру судебных уставов. В мае 1896 года был командирован в Москву, в состав коронационного отделения Министерства юстиции.
В 1897 году был назначен товарищем прокурора Псковского окружного суда, а в 1900 году — товарищем прокурора Петербургского окружного суда. В 1902 году был назначен прокурором Великолуцкого окружного суда, а в следующем году перемещен был на должность прокурора суда в Новгород. В 1906 году был назначен членом Петербургской судебной палаты, где заседал во 2-м гражданском департаменте. В 1907 году производил предварительное следствие по должностному преступлению в Варшавском судебном округе. В конце 1908 года назначен был товарищем обер-прокурора судебного департамента Сената, а в 1909 году перемещен на ту же должность в Гражданский кассационный департамент, причем, уже после перемещения, временно исправлял, по ордеру министра юстиции, должность обер-прокурора судебного департамента. В Гражданском кассационном департаменте заведовал столом прибалтийских дел и конкурсных производств. В 1911—1917 годах был профессором гражданского права Александровского лицея. В течение многих лет был сотрудником «Журнала Министерства юстиции», «Журнала юридического общества при Петербургском университете», «Юридической газеты» и «Судебной газеты».
В 1915 году был назначен прокурором Петроградской судебной палаты. 19 января 1917 года Завадскому повелено было присутствовать в Сенате, с производством в тайные советники. После Февральской революции состоял товарищем председателя Чрезвычайной следственной комиссии Временного правительства, от каковой должности отказался 14 мая 1917 года по состоянию здоровья.
После Октябрьской революции выехал на Украину. В мае 1918 года, по приглашению М. П. Чубинского, занял должность товарища министра юстиции в правительстве гетмана Скоропадского. В июне 1918 года был назначен державным секретарем. В октябре 1918 года подписал так называемую «Записку 10-ти», обращение к председателю совета министров Лизогубу о необходимости изменения внешней политики Украинской державы и провозглашения курса на единение с небольшевистской Россией. После свержения гетмана Скоропадского присоединился к Белому движению, осенью 1919 года был назначен товарищем председателя Особой комиссии при главнокомандующем ВСЮР по расследованию злодеяний большевиков.
С 1922 года в эмиграции в Чехословакии. Был профессором Русского юридического факультета в Праге по кафедре гражданского права и процесса. Был членом правления, товарищем председателя и, наконец, председателем Русской академической группы (1929—1932). Состоял членом Совета преподавателей Русского народного университета, членом Союза русских писателей и журналистов в Чехословакии и членом Союза русских военных инвалидов в Чехословакии. Был избран первым председателем Объединения русских юристов. Кроме того, был председателем комитета по улучшению быта русских писателей и журналистов в Чехословакии (с 1924) и членом редакционной коллегии альманаха «Ковчег». Воспоминания Завадского о революции 1917 года публиковались в газете «Руль» и в «Архиве русской революции», а в 2017 году был изданы отдельной книгой.
Умер 2 июля 1935 года в Праге. Похоронен на Ольшанском кладбище. Его жена Калерия Ивановна (1876—1963) похоронена там же.

### Згадай-Северский
Официальная должность, очевидно, не позволяла ему публиковать до революции свои переводы с древних языков под настоящим именем, поэтому использовал псевдоним, который оставался неразгаданным в течение столетия. Переводы пользовались достаточно успехом: незадолго до революции А. М. Горький намеревался опубликовать его перевод трагедии Софокла «Царь Эдип», но переводчик от публикации отказался. "В его архиве сохранились неопубликованные переводы трагедий Софокла «Эдип на царстве», «Электра»; Эсхила – «Орестея», «Прометей освобожденный, «Прикованный Прометей», «Персы», «Семеро против Фив», «Молящие» – и многое другое. Згадай-Северскому принадлежит полный перевод стихотворений Гая Валерия Катулла (ок. 1914—1934); трудно сказать, был ли он вторым или третьим после перевода Фета: работу над своим переводом Шервинский начал в 1911 году (...). Корпус переводов Згадай-Северского хранится в Москве и полностью не издан по сей день. Множество его переводов (в том числе и не печатавшихся ранее попало в подготовленную Я. Голосовкером трехтомную антологию античной поэзии (работа над книгой окончена в 1958 году, однако вышел трехтомник лишь в 2006 году в издательстве «Водолей». Первая публикация подборки переводов Згадай-Северского, к которой наконец-то была приложена его биография и расшифрован псевдоним, имела место лишь в 2011 году в книге «В поисках минувшего. Из жизни русского зарубежья», подготовленной директором ЦНБ СТД РФ Вячеславом Петровичем Нечаевым, привезшим сохранившуюся часть архива из Праги в Москву".

## Сочинения

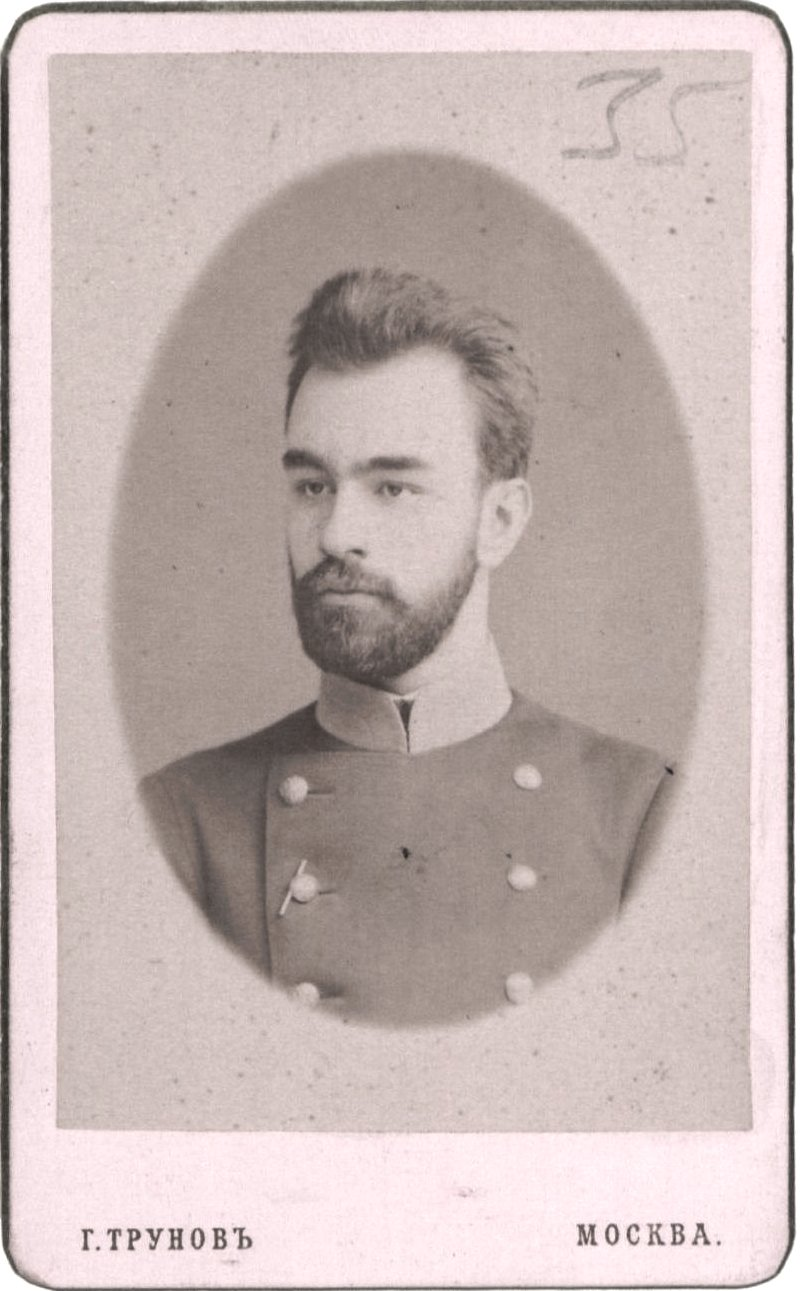
В студенчестве

- Кандидаты на судебные должности в Италии: из отчета по служебной командировке. — СПб., 1895.
- Судебные канцелярии во Франции, Италии и Германии: из отчета по служебной командировке. — СПб., 1895.
- Гражданское судопроизводство: лекции, читанные на рус. юридич. ф-те в Праге в 1922—1923 гг. Т. 2: Особенная часть. — Прага, 1923.
- Гражданское судопроизводство: лекции, читанные на рус. юридич. ф-те в Праге в 1922—1923 гг. Т. 1: Введение и судоустройство. — Прага, 1924.
- Жизнь и дело Т. Г. Масарика. — Прага: Крестьянская Россия, 1925.
- На пути к революции. — М.: Кучково поле, 2017.